# Valeriano Andrés
Valeriano Andrés Pascual (Madrid, 1 de julio de 1922 - Madrid, 21 de abril de 2005) fue un actor español.

## Biografía
Su actividad como actor comenzó en el Teatro Español Universitario (TEU) mientras cursaba estudios de Peritaje Agrícola, carrera que terminaría abandonando para dedicarse plenamente a la interpretación.
Debuta profesionalmente en 1943 y a partir de ese momento inicia una fructífera carrera artística, fundamentalmente en el teatro y en papeles de tono cómico. A lo largo de su carrera formó parte de diversas compañías, como la de Paco Martínez Soria o la de Francisco Morán. Especialmente recordada fue su interpretación de El alcalde de Zalamea. Formó también parte del elenco que estrenó la obra Medea (1952), de Jean Anouilh y del de El proceso del arzobispo Carranza (1964), de Joaquín Calvo Sotelo y trabajó en comedias como Su amante esposa (1966), de Jacinto Benavente y No entiendo a mi marido (1968), de Alan Ayckbourn, ambas junto a Isabel Garcés.
Formó parte del cuadro de actores de Radio Nacional de España.
Debuta en el cine en 1946 con la película Consultaré a Mister Brown, de Pío Ballesteros. 
También en televisión tuvo una presencia activa desde los primeros tiempos de emisión de Televisión española. Interpreta decenas de personajes en espacios como Primera fila, Estudio 1, Novela, además de coprotagonizar las series Cuarto de estar (1963), Historias de mi barrio (1964), El último café (1971-1972) y La mansión de los Plaff (1979-1980).
Debutó en el doblaje a comienzos de los años 50 doblándose a sí mismo en las películas españolas con sonido sincronizado. En esa misma década, de la mano de Hugo Donarelli, debutaría en el doblaje a actores extranjeros, secundarios en su gran mayoría, actividad a la que se dedicaría de una forma intermitente durante décadas. Algunos de sus papeles más destacados fueron los doblajes a John Steinbeck en Cuatro páginas de la vida, a José Ferrer en Lawrence de Arabia y, destacando por encima de todos, el doblaje a Fred Gwynne en Los Munsters.
Valeriano Andrés falleció el 21 de abril del año 2005 en Madrid a los 82 años de edad.

## Filmografía (selección)
- Consultaré a Mister Brown (1946)
- Llegada de noche (1949)
- Pequeñeces (1950)
- Agustina de Aragón (1950)
- Lola la Piconera (1951)
- Cerca de la ciudad (1952)
- Sobresaliente (1953)
- Jeromín (1953)
- Ha desaparecido un pasajero (1953)
- Dos caminos (1954)
- Un caballero andaluz (1954)
- Esa voz es una mina (1955)
- Muerte de un ciclista (1955)
- Saeta rubia (1956)
- Un tipo de sangre (1960)
- Vampiresas 1930 (1962)
- Historias de la televisión (1965)
- La chica de los anuncios (1968)
- Abuelo Made in Spain (1969)
- Turistas y bribones (1969)
- Don Erre que erre (1970)
- Las secretas intenciones (1970)
- Todos al suelo (1981)
- Loca por el circo (1982)
- Los autonómicos (1982)
- La loca historia de los tres mosqueteros (1983)
- La vaquilla (1985)
- El robobo de la jojoya (1991)
- Mala yerba (1991)
- El palomo cojo (1995)
- Historia de un beso (2002)

## Trayectoria en televisión
- La mujer de tu vida 2
  - La mujer vacía (3 de noviembre de 1994)
- Compuesta y sin novio 
  - Encuentro en Madrid (3 de octubre de 1994)
  - ¿... Y ahora qué? (10 de octubre de 1994)
- ¡Ay, Señor, Señor! 
  - Bebé a bordo (1 de enero de 1994)
- Encantada de la vida 
  - (12 de noviembre de 1993)
  - (14 de enero de 1994)
  - (4 de febrero de 1994)
  - (21 de marzo de 1994)
  - (2 de mayo de 1994)
- Primera función  
  - Celos del aire (2 de marzo de 1989)
  - Historia de un adulterio (6 de abril de 1989)
  - Milagro en Londres (7 de septiembre de 1989)
- La comedia musical española 
  - La estrella de Egipto (22 de octubre de 1985)
- La cometa blanca 
  - 10 de agosto de 1981
- La Mansión de los Plaff (1979-1980)
- Curro Jiménez 
  - Los desalmados (20 de noviembre de 1977)
- Teatro
  - Las entretenidas (27 de diciembre de 1976)
- Este señor de negro 
  - La aventura (12 de noviembre de 1975)
- El teatro  
  - La oficina (27 de enero de 1975)
- Cuentos y leyendas 
  - Un error judicial (17 de diciembre de 1974)
- Los camioneros 
  - Ruta bajo la nieve de enero (19 de noviembre de 1973)
- Si yo fuera rico 
  - (14 de noviembre de 1973)
- Hora once 
  - Una cortina de humo (27 de agosto de 1973)
  - Don Lesmes (26 de noviembre de 1973)
- Pequeño estudio 
  - Han robado al niño (3 de enero de 1973)
- Visto para sentencia 
  - La deliciosa muerte (28 de junio de 1971)
- Al filo de lo imposible 
  - El secuestro (27 de junio de 1970)
- Vivir para ver  
  - Mucha carne en la despensa (23 de octubre de 1969)
- La risa española 
  - Cleopatra Martínez (8 de febrero de 1969)
  - Los 38 asesinatos y medio del Castillo Hull (14 de marzo de 1969)
  - La plasmatoria (18 de abril de 1969)
  - Ciencias exactas (25 de abril de 1969)
  - Ni pobre ni rico, sino todo lo contrario (2 de mayo de 1969)
  - El orgullo de Albacete (4 de julio de 1969)
  - Qué solo me dejas (18 de julio de 1969)
- La pequeña comedia  
  - Petición de mano (31 de mayo de 1968)
- Pablo y Virginia 
  - Su Alteza Imperial (19 de febrero de 1968)
- Historias naturales  
  - Haz bien, pero mira a quien (13 de diciembre de 1967)
  - Peces en la carretera (4 de julio de 1968)
- Angelino Pastor 
  - Millonario X2 (19 de febrero de 1967)
- Teatro de siempre 
  - El burgués gentilhombre (2 de febrero de 1967)
  - Deirdre de los dolores (30 de junio de 1967)
  - El cántaro roto (8 de diciembre de 1967)
  - Las nubes (16 de marzo de 1970)
  - Los rústicos (15 de junio de 1970)
- El tercer rombo  
  - Llegar a la cumbre (2 de agosto de 1966)
- Estudio 1 
  - Oriente 66 (5 de enero de 1966)
  - Cosas de papá y mamá (13 de abril de 1966)
  - Los árboles mueren de pie (5 de octubre de 1966)
  - Las señoras primero (11 de enero de 1967)
  - De profesión sospechoso (13 de mayo de 1969)
  - Esta noche tampoco (5 de febrero de 1970)
  - El glorioso soltero (21 de mayo de 1970)
  - La señorita de Trevélez (30 de julio de 1971)
  - Las flores (30 de marzo de 1973)
  - Mi mujer, el diablo y yo (6 de julio de 1973)
  - El bebé (30 de noviembre de 1973)
  - Carlo Monte en Montecarlo (4 de enero de 1974)
  - Los tres etcéteras de Don Simón (19 de enero de 1978)
  - El orgullo de Albacete (22 de noviembre de 1978)
- Estudio 3 
  - La puerta que da al jardín (7 de febrero de 1965)
- Tras la puerta cerrada 
  - La mujer fantasma (8 de enero de 1965)
  - La estilográfica (2 de abril de 1965)
  - 20 escalones (3 de junio de 1965)
- Teatro de humor  
  - ¿De acuerdo, Susana? (9 de mayo de 1965)
  - Cuatro corazones con freno y marcha atrás (22 de noviembre de 1964)
  - Los ladrones somos gente honrada (11 de abril de 1965)
  - Tú y yo somos tres (19 de junio de 1965)
  - Si Fausto fuera Faustina (6 de marzo de 1965)

- Novela 
  - Tus amigos no te olvidan (1 de septiembre de 1964)
  - Leopoldo (26 de julio de 1965)
  - El legado de 6.000 dólares (3 de octubre de 1965)
  - Sobra uno (14 de febrero de 1966)
  - El ladrón enamorado (18 de diciembre de 1967)
  - Pequeñeces (8 de marzo de 1976)  Don Fernando
- Tengo un libro en las manos  
  - Pena de muerte (3 de marzo de 1964)
- Historias de mi barrio (1964)
- Primera fila 
  - Arsénico y encaje antiguo (4 de febrero de 1964)
  - Eloísa está debajo de un almendro (8 de abril de 1964)
  - La venganza de Don Mendo (21 de junio de 1964)
  - Siegfrief (1 de julio de 1964)
  - El cero y el infinito (29 de julio de 1964)
  - Olympia (12 de agosto de 1964)
  - Aliento (11 de noviembre de 1964)
  - Ninotchka (25 de mayo de 1965)
  - Alta fidelidad (4 de agosto de 1965)
  - Milagro en la Plaza del Progreso (11 de agosto de 1965)
  - El baile de los ladrones (25 de agosto de 1965)
  - Niebla en el bigote (15 de septiembre de 1965)
  - El caso de la mujer asesinadita (22 de septiembre de 1965)
  - Deuda pendiente (29 de septiembre de 1965)
- Rosi y los demás  
  - El caso de la monjita atrevida (29 de octubre de 1963)
- Gran teatro  
  - Don Juan Tenorio (27 de octubre de 1963)